# Florenzio (console 361)
Flavio Florenzio (latino: Flavius Florentius; fl. 357-363) è stato un militare e politico romano di età imperiale.

## Biografia
Florenzio fu prefetto del pretorio delle Gallie (357-360) e poi d'Illirico (360-361); fu console nel 361.
Nell'anno del suo consolato, il cesare Giuliano, di stanza in Gallia, venne proclamato augusto dalle truppe e si mosse con l'esercito contro l'augusto Costanzo II, che si trovava in Oriente. Quando la notizia che Giuliano aveva valicato le Alpi giunse a Roma, i consoli Flavio Tauro e Florenzio, sostenitori di Costanzo, abbandonarono la città; allora Giuliano li fece indicare nei documenti come consoli fuggitivi. In seguito venne processato a Calcedonia, qui condannato in contumacia; rimase a Calcedonia fino alla morte di Giuliano (363).